# Playa de El Rinconcillo

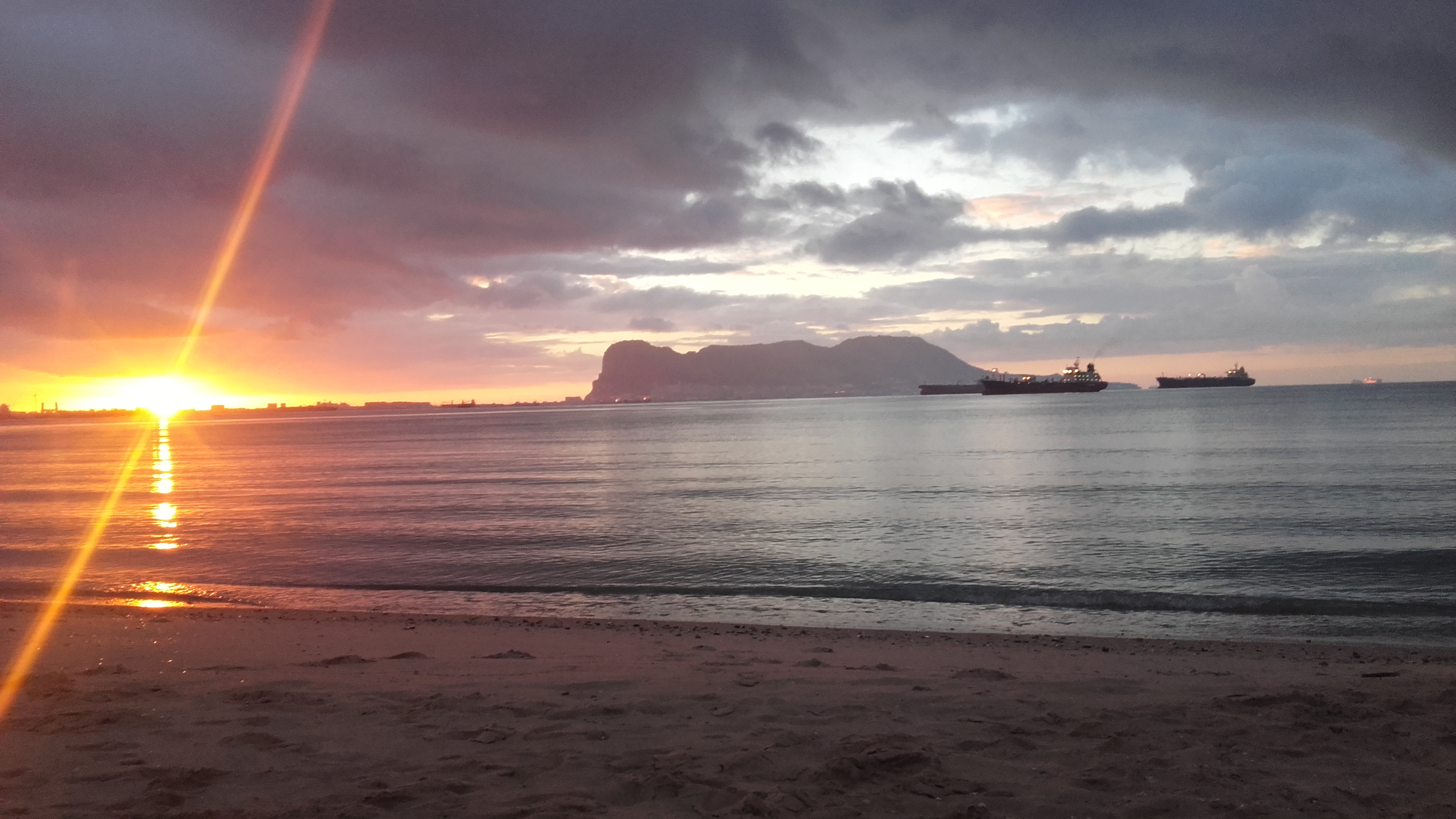
Amanecer en la Playa de El Rinconcillo (Algeciras)

La Playa de El Rinconcillo se encuentra en el norte de la ciudad de Algeciras (provincia de Cádiz) España, junto a la barriada del mismo nombre. 

## Descripción
Se extiende desde el Puente de Acceso Norte del puerto hasta la desembocadura del Río Palmones, una longitud total de 7900 metros y una anchura media de 40 metros que incluye a la playa del Rinconcillo propiamente dicha y a una pequeña cala llamada de la Concha que se incorporó a la principal tras el desmonte de parte del acantilado que las separaba durante las obras del acceso norte al puerto de Algeciras.
La playa posee dos zonas claramente diferenciadas, la primera corresponde con la zona sur de la playa, desde la Concha hasta las últimas edificaciones, se encuentra rodeada por la barriada de El Rinconcillo y se caracteriza por la poca profundidad del agua y su gran anchura, características que la hacen ideal para el baño. Las construcciones particulares se encuentran a pie de playa por lo que posee un estrecho paseo marítimo en el que es posible localizar varios bares y restaurantes. Ésta es la zona mejor acondicionada para el baño, posee rampas de acceso y vigilancia durante todo el verano.

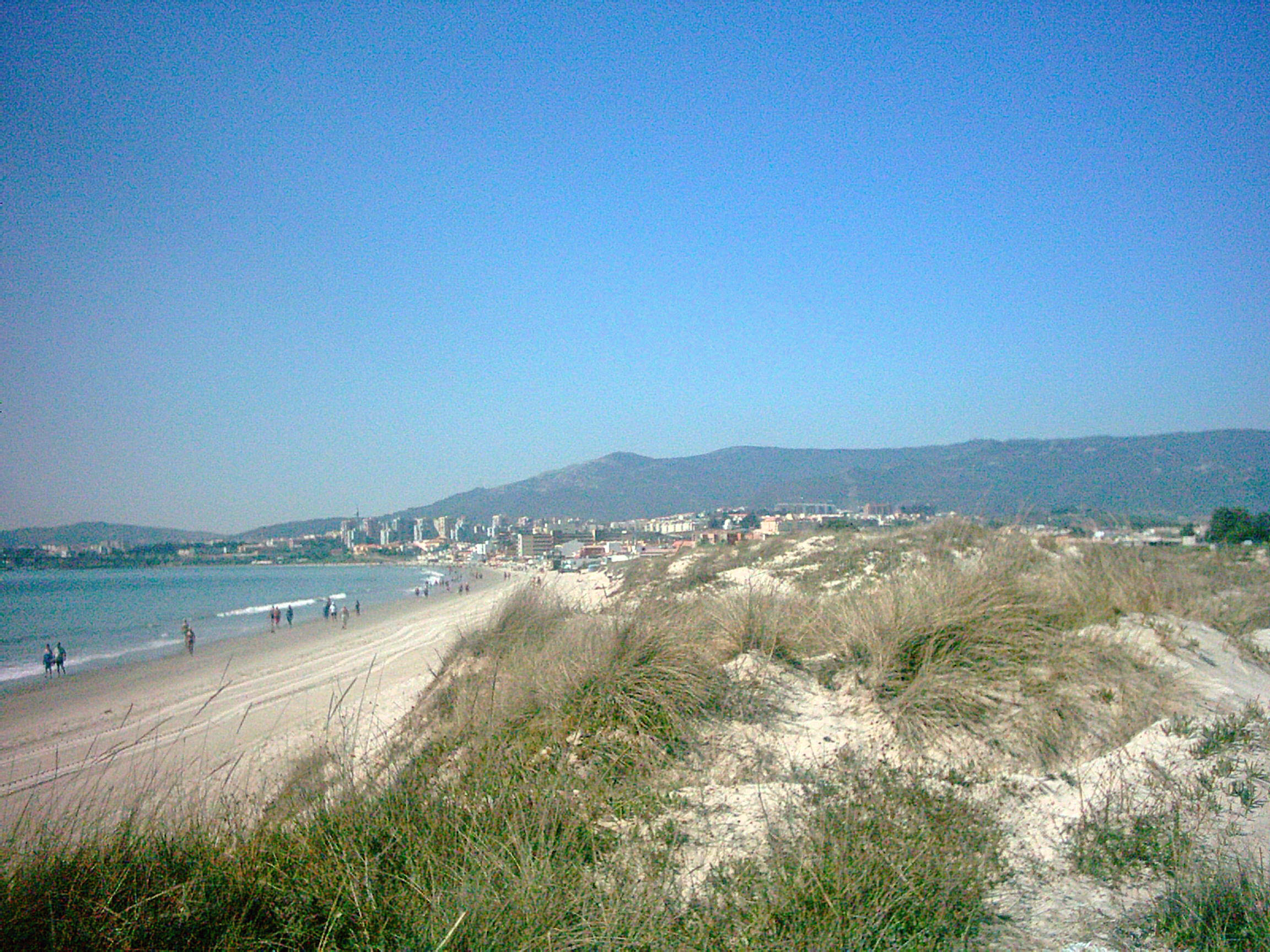
Tramo virgen de la playa, que forma parte del Paraje natural de las marismas del Río Palmones.

La segunda zona, que se encuentra totalmente sin urbanizar, es la más cercana a la desembocadura del río. Está completamente rodeada por las marismas del río Palmones y por las dunas del antiguo cordón litoral. Esta zona posee mayor pendiente que la anterior y por tanto menos anchura. Sus aguas son algo más profundas que en el primer tramo de la playa al encontrarse menos protegida por el puerto; en su zona final coincide con la desembocadura y las marismas del Río Palmones que forman un estuario desde donde es posible observar gran cantidad de aves limícola y pescadoras así como una flora característica.